# Corynorhynchus coreaceus
Corynorhynchus coreaceus är en insektsart som beskrevs av Piza Jr. 1981. Corynorhynchus coreaceus ingår i släktet Corynorhynchus och familjen Proscopiidae. Inga underarter finns listade i Catalogue of Life.